# Port lotniczy Nanyuki
Port lotniczy Nanyuki (IATA: NYK, ICAO: HKNY) – port lotniczy położony w mieście Nanyuki, w Kenii.

## Linie lotnicze i połączenia
| Linia Lotnicza      | Kierunek                         |
| ------------------- | -------------------------------- |
| Airkenya Express    | 1. Mara Serena 2. Nairobi-Wilson |
| Fly-SAX             | 1. Nairobi-Wilson                |
| Safarilink Aviation | 1. Nairobi-Wilson                |
| Tropic Air Kenya    | 1. Laikipia 2. Meru 3. Samburu   |